# Granada Hills (Los Angeles)

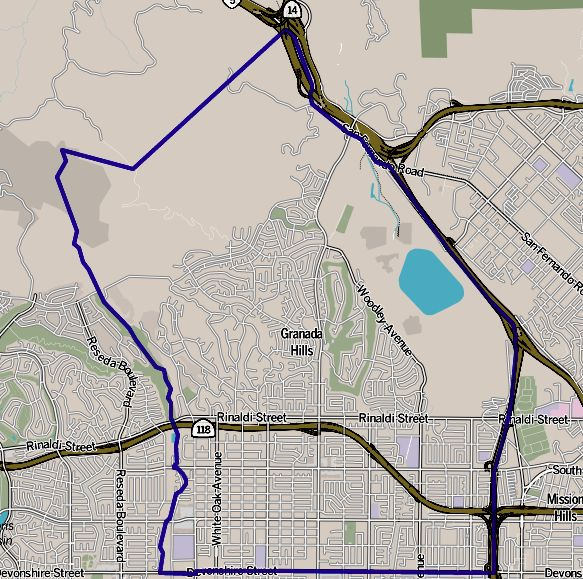
Grenzen von Granada Hills

Granada Hills ist eine Wohngegend in Los Angeles und liegt im San Fernando Valley. 2008 betrug die Einwohnerzahl 54.000 Personen. Das Areal umfasst ca. 25 Quadratkilometer und liegt auf einer Höhe von 292 m.

## Geschichte
Die Gemeinde begann als Milchbetrieb und Obstplantage unter dem Namen Sunshine Ranch. Hier wurden vor allem Aprikosen, Orangen, Walnüsse und Bohnen gezüchtet. 1916 wurde hier die erste Ölquelle des San Fernando Valley gebohrt. Die Quelle befand sich an der Nordspitze der Zelzah Avenue. Granada Hills wurde 1926 als Granada gegründet, 15 Jahre später wurde es in Granada Hills umbenannt.

## Architektur, Infrastruktur und Politik
Das Granada Hills Recreation Center (auch als Petit Park bekannt) bietet ein Auditorium, Baseballplätze, Basketballplätze, Spielplätze für Kinder, eine Turnhalle, Tennisplätze, Klassenzimmer, ein Tanzzimmer und eine Bibliothek an. In North Hills befindet sich die Filiale der Los Angeles Public Library für Granada Hills.
In Granada Hills findet man hauptsächlich moderne Architektur aus der Mitte des 20. Jahrhunderts. Bemerkenswert ist der Bauabschnitt Balboa Highlands, gebaut vom Unternehmer Joseph Eichler. O’Melveny Park ist der zweitgrößte Park von Los Angeles. Mission Point und sein Umland sind beliebt bei Mountainbikern und Wanderern. Die Spitze des Mission Point ist auch gleichzeitig der höchste Punkt von Granada Hills.
Granada Hills ist Teil des Los Angeles City Council District 12 und wird von Mitchell Englander als Stadtratsmitglied vertreten. Weiterhin gibt es zwei Stadtteilräte in Granada Hills. Das Viertel gehört zum Zuständigkeitsbereich der Polizeidienststelle Devonshire des Los Angeles Police Department.

## Schulwesen

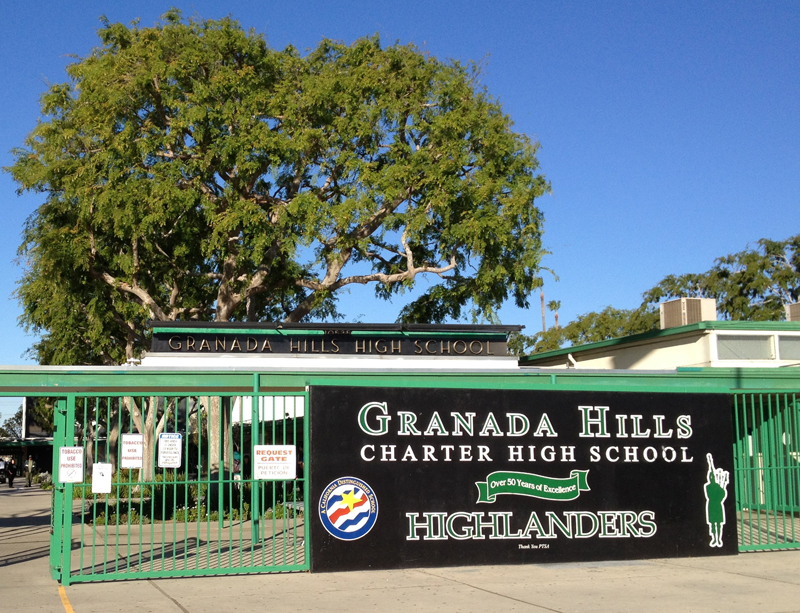
Granada Hills Charter High School

Das Viertel hat vierzehn öffentliche und sieben Privatschulen.
- John F. Kennedy High School
- North Valley Charter Academy
- Granada Hills Charter High School
- Valley Academy of Arts and Sciences
- George K. Porter Middle School
- Robert Frost Middle School
- Patrick Henry Middle School
- El Oro Way Elementary Charter School
- Knollwood Elementary School
- Danube Avenue Elementary School
- Jane Addams Continuation School
- Tulsa Street Elementary School
- Haskell Elementary School
- Van Gogh Street Elementary School
- Granada Elementary Community Charter School
- Rinaldi Adult Center (Schule für Erwachsene)